# میپل لیک (مینه‌سوتا)
میپل لیک، مینه‌سوتا (به انگلیسی: Maple Lake, Minnesota) یک شهر در ایالات متحده آمریکا است که در شهرستان رایت واقع شده‌است.

## خصوصیات
میپل لیک ۵٫۸۵ کیلومترمربع مساحت و ۲٬۰۵۹ نفر جمعیت دارد و ۳۲۱ متر بالاتر از سطح دریا واقع شده‌است.